# Epamera bakeri
Epamera bakeri är en fjärilsart som beskrevs av Riley 1928. Epamera bakeri ingår i släktet Epamera och familjen juvelvingar. Inga underarter finns listade i Catalogue of Life.